# Stephanocemas
Lo stefanocemato (gen. Stephanocemas) è un mammifero artiodattilo estinto, appartenente ai cervidi. Visse nel Miocene medio - superiore (circa 16 - 9 milioni di anni fa) e i suoi resti fossili sono stati ritrovati in Asia.

## Descrizione
Questo animale doveva essere piuttosto simile agli attuali muntiac, sia come dimensioni che come aspetto. A differenza dei muntiac, tuttavia, Stephanocemas possedeva palchi dalla struttura insolita. Le basi dei palchi erano massicce, a sezione ovale. La parte caduca era una sorta di "piatto", lungo il bordo del quale si innalzavano numerose protuberanze più o meno appuntite e sviluppate. Alcune di queste punte erano dotate di protuberanze più piccole simili a bozzi nei presi della base. Stephanocemas, come molti altri cervidi miocenici (ma anche come alcune forme attuali) era dotato di lunghi canini superiori ricurvi.

## Classificazione
Il genere Stephanocemas venne descritto per la prima volta da Edwin Colbert nel 1936, sulla base di resti fossili ritrovati in Mongolia in terreni del Miocene medio. La specie tipo è Stephanocemas thomsoni, dotata di palchi particolarmente ampi. Altre specie appartenenti a questo genere sono S. guangheensis, S. chinghaiensis e S. palmatus della Cina e S. rucha della Tailandia. 
Stephanocemas è un membro arcaico dei cervidi, affine alle forme più basali come Lagomeryx.